# Norvège au Concours Eurovision de la chanson 2019
La Norvège est l'un des quarante et un pays participants du Concours Eurovision de la chanson 2019, qui se déroule à Tel-Aviv en Israël. Le pays sera représenté par le groupe KEiiNO et leur chanson Spirit in the Sky, sélectionnés via le Melodi Grand Prix 2019. Le groupe se place 6e avec 331 points lors de la finale du Concours.

## Sélection
La Norvège a confirmé sa participation à l'Eurovision 2019 le 31 janvier 2018, annonçant par la même occasion que le Melodi Grand Prix 2019 sera utilisé comme sélection.
Un appel à candidatures a été lancé, la période de dépôt des candidatures s'étendant du 31 janvier 2018 au 9 septembre 2018. Au terme de cette période, le diffuseur norvégien NRK avait reçu plus de 1 000 candidatures.
Dix chansons ont été choisies pour participer au Melodi Grand Prix 2019. L'annonce des participants a lieu le 25 janvier 2019. Parmi les artistes participants, on retrouve un ancien représentant norvégien à l'Eurovision : Mørland, qui a représenté le pays en 2015.
Le Melodi Grand Prix se déroule en une seule soirée. Dans un premier temps, les dix chansons sont interprétées. Puis, un premier tour de vote a lieu, composé uniquement du télévote norvégien. Les quatre chansons ayant reçu le plus de votes se qualifient pour la finale d'argent. A ensuite lieu un second tour de vote, au terme duquel deux candidats se qualifient pour le duel d'or. Enfin, après le troisième tour de vote, le vainqueur est désigné.
- Qualifiés
- Vainqueur

| Ordre | Artiste           | Chanson           | Résultat        |
| ----- | ----------------- | ----------------- | --------------- |
| 1     | Chris Medina      | We Try            | Eliminé         |
| 2     | D'Sound           | Mr. Unicorn       | Finale d'argent |
| 3     | Mørland           | En livredd mann   | Eliminé         |
| 4     | Anna-Lisa Kumoji  | Holla             | Finale d'argent |
| 5     | Erlend Bratland   | Sing for You      | Eliminé         |
| 6     | Ingrid Berg Mehus | Feel              | Eliminé         |
| 7     | Hank von Hell     | Fake It           | Eliminé         |
| 8     | Carina Dahl       | Hold Me Down      | Eliminé         |
| 9     | Adrian Jørgensen  | The Bubble        | Finale d'argent |
| 10    | KEiiNO            | Spirit in the Sky | Finale d'argent |

| Ordre | Artiste          | Chanson           | Télévote | Place |
| ----- | ---------------- | ----------------- | -------- | ----- |
| 1     | D'Sound          | Mr. Unicorn       | 11 123   | 3     |
| 2     | Anna-Lisa Kumoji | Holla             | 6 718    | 4     |
| 3     | Adrian Jørgensen | The Bubble        | 55 794   | 2     |
| 4     | KEiiNO           | Spirit in the Sky | 98 324   | 1     |

| Ordre | Artiste          | Chanson           | Télévote | Place |
| ----- | ---------------- | ----------------- | -------- | ----- |
| 1     | Adrian Jørgensen | The Bubble        | 162 608  | 2     |
| 2     | KEiiNO           | Spirit in the Sky | 231 937  | 1     |

La finale se conclut par la victoire du groupe KEiiNO et de leur chanson Spirit in the Sky, qui représenteront donc la Norvège à l'Eurovision 2019.

## À l'Eurovision
La Norvège participe à la deuxième demi-finale, le 16 mai 2019. Lors de celle-ci, le groupe se place 7e avec 210 points, remportant le télévote de la demi-finale avec 170 points mais n'étant que peu apprécié des jurys qui ne lui accordent que 40 points. Le pays se qualifie alors pour la finale, où le même cas de figure se répète. La Norvège est plébiscitée par les spectateurs et remporte le télévote avec 291 points mais les jurys ne la classent que 18e avec 40 points. Le pays termine finalement en 6e place avec un total de 331 points.